# 35e Legerkorps (Wehrmacht)
Het Duitse 35e Legerkorps (Duits: Generalkommando XXXV. Armeekorps) was een Duits legerkorps van de Wehrmacht tijdens de Tweede Wereldoorlog. Het korps kwam alleen in actie in het centrale deel van het oostfront en werd daar in juni 1944 vernietigd.

## Krijgsgeschiedenis

### Oprichting
Het 35e Legerkorps werd opgericht op 20 januari 1942 door omdopen van het Höheres Kommando z.b.V. XXXV in de buurt van Orel.

### 1942
Het Höheres Kommando z.b.V. XXXIV werd op 31 januari 1942 ook opgeheven en gebruikt voor aanvulling voor het korps. Het front van het korps, ruwweg 50 km oostnoordoostelijk van Orel, bleef gdurende een vol jaar intact en op dezelfde plaats. 

### 1943
Pas tijdens het Sovjet Sevsk-Orel-offensief (van 25 februari tot 28 maart 1943) was het korps gedwongen zijn rechterflank iets naar achteren te bewegen en zijn frontlijn te verlengen. Ook tijdens de Slag om Koersk werd het korps niet echt betrokken. 

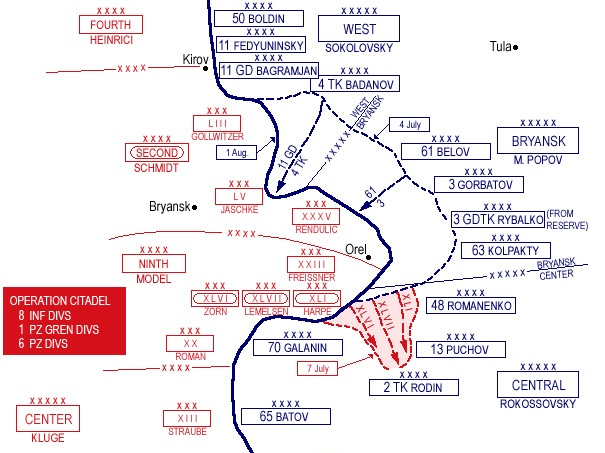
Operation Kutuzov

Pas toen de Sovjets hun op 12 juli hun tegenoffensief in dit gebied in gang zetten (Operatie Kutuzov), moest het korps terugtrekken tot westelijk van Orel, onder druk van het 3e en 63e Sovjet Leger. Op 12 juli beschikte het korps over de 34e, 56e, 262e en 299e Infanteriedivisies. Maar na dit initiële offensief volgde meteen een nieuwe: het Smolensk offensief. Hierbij vielen de Sovjets voortdurend aan in verschillende sectoren, van 7 augustus tot 2 oktober 1943. Het korps trok terug via Altoechovo (1 september) naar Gomel (1 oktober en 1 november). Vandaar bleef het Rode Leger voortdurend aandringen en het korps werd verder teruggedrongen tot Zjlobin. Daar kwam het front van het korps redelijk stabiel te liggen vanaf eind november 1943 en dit bleef zo tot juni 1944.

### 1944

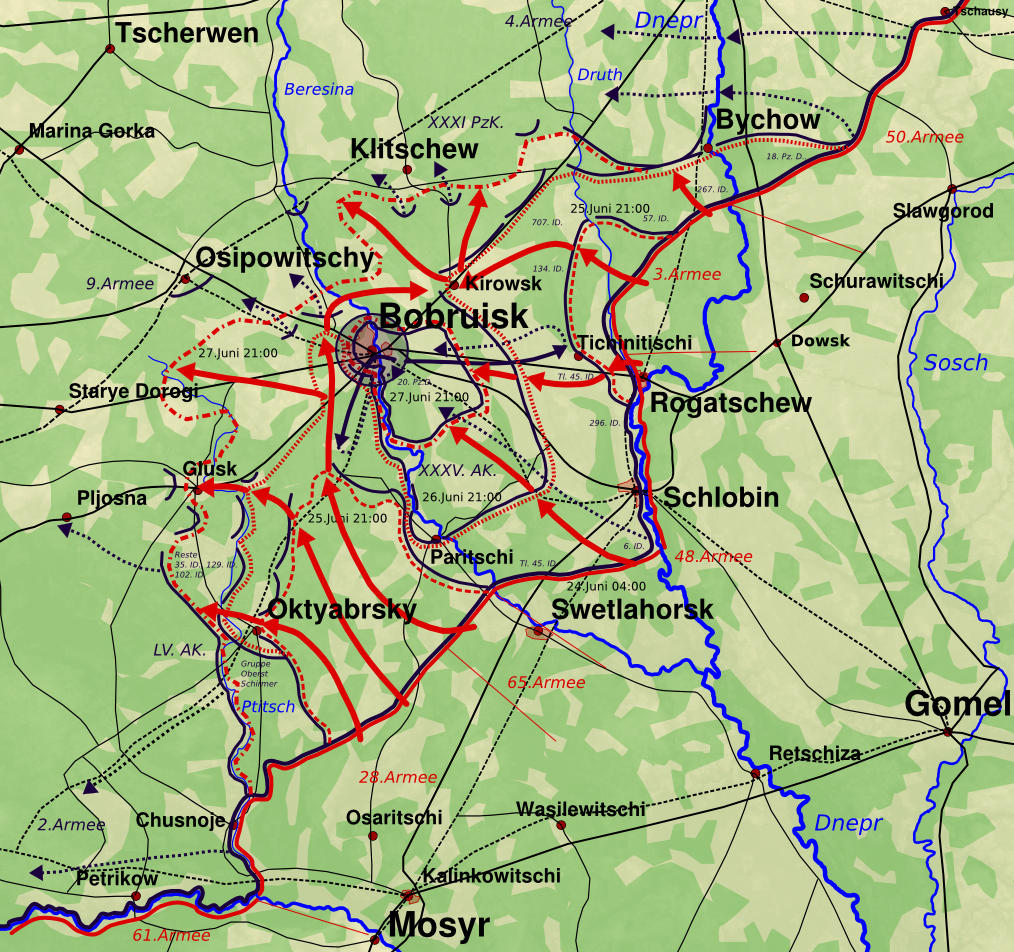
Omsingeling bij Bobroejsk juni 1944

Op 23 juni openden de Sovjets Operatie Bagration en bij het begin van het offensief beschikte het korps over de 6e, 45e, 134e, 296e en 383e Infanteriedivisies. Pas op 24 juni viel de klap bij het 9e Leger en de linkerflank van het korps (met name het front van de 134e Infanteriedivisie) werd opengereten. In de volgende drie dagen werd het korps, tezamen met het grootste deel van het 9e Leger, omsingeld rond Bobroejsk. De commandant van het korps, Generalleutnant von Lützow, gaf toestemming voor individuele uitbraakpogingen uit de pocket. Von Lützow wist met delen van het korps uit de pocket te breken, maar hijzelf kwam op 5 juli 1944 op de oostelijke oever van de Berezina in Sovjetgevangenschap. De 383e Infanteriedivisie voerde de laatste verdediging uit in de “Fester Platz Bobroejsk”. Op 29 juni eindigde de weerstand in de pocket en de stad.

Het 35e Legerkorps werd op 29 juni 1944 in Bobroejsk vernietigd. Op 21 augustus 1944 werd het korps officieel opgeheven. Op 7 september 1944 nam het XIII SS Korps de resten van het 35e Legerkorps op terwijl het bij Metz aangekomen was.

## Bovenliggende bevelslagen
| Leger          | Legergroep         | Plaats/regio | Begin           | Eind           |
| -------------- | ------------------ | ------------ | --------------- | -------------- |
| 2. Panzerarmee | Heeresgruppe Mitte | Orel         | 20 januari 1942 | augustus 1943  |
| 9. Armee       | Heeresgruppe Mitte | Brjansk      | augustus 1943   | september 1943 |
| 2. Armee       | Heeresgruppe Mitte | Gomel        | oktober 1943    | november 1943  |
| 9. Armee       | Heeresgruppe Mitte | Bobruisk     | december 1943   | 29 juni 1944   |

## Commandanten

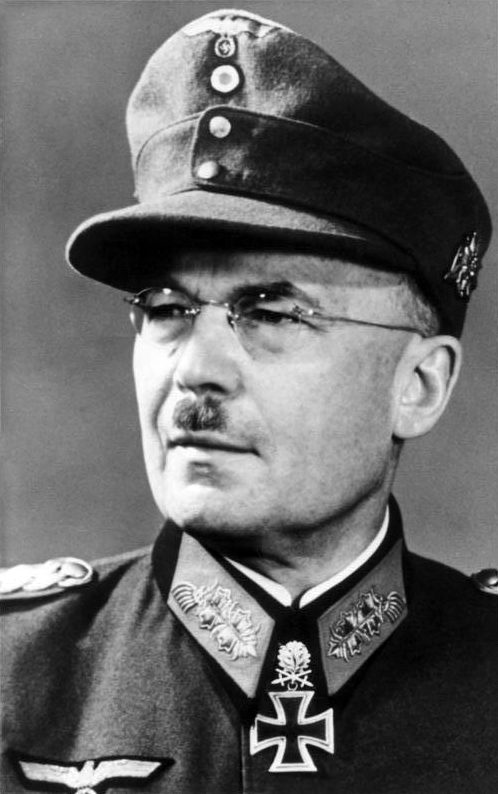
General Lothar Rendulic

| Rang                                                           | Naam                            | Begin            | Eind             |
| -------------------------------------------------------------- | ------------------------------- | ---------------- | ---------------- |
| General der Artillerie                                         | Rudolf Kämpfe                   | 20 januari 1942  | 19 juli 1942     |
| Generalleutnant                                                | Edgar Theissen                  | 19 juli 1942     | 13 augustus 1942 |
| General der Artillerie                                         | Rudolf Kämpfe                   | 13 augustus 1942 | 31 oktober 1942  |
| Generalleutnant General der Infanterie (vanaf 1 december 1942) | Dr. Lothar Rendulic             | 1 november 1942  | 5 augustus 1943  |
| Generalleutnant General der Infanterie (vanaf 1 oktober 1943)  | Friedrich Wiese                 | 5 augustus 1943  | januari 1944     |
| General der Infanterie                                         | Horst Großmann                  | januari 1944     | februari 1944    |
| General der Infanterie                                         | Friedrich Wiese                 | februari 1944    | 25 juni 1944     |
| Generalleutnant                                                | Kurt-Jürgen Freiherr von Lützow | 25 juni 1944     | 29 juni 1944     |